# Lettere i e ı in lingua turca
L'alfabeto turco, una variante dell'alfabeto latino, include due versioni della lettera I: la i con il puntino (in maiuscolo İ) e la ı senza puntino (in maiuscolo I).  La stessa particolarità si ritrova nell'alfabeto usato per l'azero, il tataro e il tataro di Crimea.
In scrittura le lettere ı e i si distinguono dal puntino anche se maiuscole, quindi la i maiuscola uguale a quella italiana deve avere un piccolo puntino in alto (come nella grafia turca di İstanbul).
La i con il puntino è la vocale anteriore chiusa non arrotondata [i], presente anche in italiano. 
La ı senza puntino è la vocale posteriore chiusa non arrotondata [ɯ], una u con doppia sinuosità o non arrotondata, in pratica una i posteriore.
La lettera ı corrisponde al codice U+0131 in Unicode, mentre la İ corrisponde al codice U+0130.

## Conseguenze in tipografia
In molti font, le legature corrispondenti all'unione delle lettere fi e ffi fondono la forma circolare al termine della f con il puntino della i.  Queste legature vanno evitate quando il testo è scritto in turco o in un'altra delle lingue precedentemente elencate.

## Supporto software
A meno che siano stati specificamente configurati per le lingue turca e azera, i programmi per computer convertiranno correttamente ı in I e İ in i, ma trasformeranno erroneamente la I in i e viceversa (invece che trasformare I in ı e i in İ).  Questo ha diverse conseguenze:
- Convertire maiuscolo in minuscolo e poi di nuovo in maiuscolo non ripristinerà il testo originale.  Per esempio İSTANBUL diventerà prima istanbul e poi ISTANBUL (senza puntino sulla I iniziale).
- Alcuni programmi potrebbero avere problemi ad effettuare ricerche in cui maiuscole e minuscole non hanno importanza.  Questa operazione viene spesso effettuata convertendo in minuscolo tanto il testo in cui cercare quanto il testo cercato.  In un ambiente configurato per il turco, tuttavia, il testo WIKIPEDIA sarà convertito in Wıkıpedıa e non verrà riconosciuta la corrispondenza con Wikipedia.

Windows supporta correttamente la ı senza puntino a partire da Vista. Altri programmi problematici sono Oracle, Java (fino alla versione 5.0 inclusa), Unixware 7. In questi casi è opportuno contattare la società produttrice del software e, temporaneamente, configurare il sistema perché adotti le convenzioni di un'altra lingua.